# Cratere Luqa
Luqa  è un cratere sulla superficie di Marte.